# セレスチアル
「セレスチアル」（Celestial）は2022年9月29日にデジタルシングルとして発売されたエド・シーランの楽曲。ポケモンとのコラボレーションであり、2022年11月18日に発売されたゲーム『ポケットモンスター スカーレット・バイオレット』に挿入歌として使用された。シーランはスティーヴ・マック、ジョニー・マクダイドとともに曲を書いており、プロデュースはマックと共同で行っている。シーランがさまざまなポケモンと交流するミュージックビデオも同日にリリースされた。

## 背景
シーランは日本に来た際、ゲーム『ポケットモンスター』の制作陣に会い曲を書くと冗談を言ったことを明かし、それがコラボレーションに繋がった。シーランは小学生のころからポケモンを遊んできたと説明し、「『ポケットモンスター スカーレット・バイオレット』の挿入歌になること、そして、素晴らしいミュージックビデオが撮影できたことをとても嬉しく思っています。」とコメントした。彼は以前にも、Pokémon GOでパフォーマンスを行ったり、2022年にロンドンで行われたポケモンワールドチャンピオンシップスの宣伝をしたりと、ポケモンとのコラボを行っている。

## ミュージックビデオ
ミュージックビデオは楽曲と同日にリリースされており、監督は児玉裕一。シーランがイマジナリーフレンドとなったポケモンたちと交流する様子が描かれ、映画『ミュウツーの逆襲』をオマージュしたシーンも登場する。
ビデオ内に登場するスケッチスタイルのポケモンは、シーランが子供のころに描いたスケッチをもとに長場雄がアートワークを担当している。その他川村元気がプロデュースを担当するなど日本のクリエイターが多く参加しており、撮影はイギリスで行われた。

### スタッフ
- 監督 - 児玉裕一[8]
- キャラクターデザイン - 長場雄[8]
- CGアニメーション - MORIE Inc.[8]
- VFX - Khaki[8]
- 制作 - AOI Pro.[8]
- セルアニメーション制作 - ENISHIYA inc.[8]
- プロデュース - STORY inc.
- 企画・プロデュース - 川村元気、畑中雅美[8]

## チャート
| チャート (2022)                                     | 最高位 |
| --------------------------------------------------- | ------ |
| オーストラリア (ARIA)                               | 35     |
| オーストリア (Ö3 Austria Top 40)                    | 28     |
| ベルギー (Ultratop 50 フランデレン)                 | 12     |
| カナダ (Canadian Hot 100)                           | 63     |
| チェコ (Rádio Top 100)                              | 26     |
| デンマーク (Tracklisten)                            | 34     |
| ドイツ (Official German Charts)                     | 46     |
| Global 200 (billboard)                              | 42     |
| ギリシャ インターナショナル (IFPI)                  | 88     |
| アイルランド (IRMA)                                 | 23     |
| 日本 (Japan Hot 100)                                | 45     |
| 日本 デジタルシングル (オリコン)                    | 22     |
| オランダ (Dutch Top 40)                             | 9      |
| オランダ (Single Top 100)                           | 43     |
| ニュージーランド ホットシングル (RMNZ)              | 3      |
| ノルウェー (VG-lista)                               | 36     |
| ポーランド (Polish Airplay Top 100)                 | 36     |
| ポルトガル (AFP)                                    | 175    |
| スロバキア (Rádio Top 100)                          | 15     |
| 南アフリカ (RISA)                                   | 87     |
| 韓国 ダウンロード (Circle)                          | 71     |
| スウェーデン (Sverigetopplistan)                    | 27     |
| スイス (Schweizer Hitparade)                        | 16     |
| イギリス シングル (Official Charts Company)         | 6      |
| アメリカ Bubbling Under Hot 100 Singles (billboard) | 6      |